# Жира
Жи́ра — в древности название рыбацких поселений на Нижней Печоре. Жиры появились в конце XV — начале XVI веков, в местах промысла белой рыбы, которые Иван III пожаловал жителям Пустозерска, принимавшим участие в московских экспедициях 1491 и 1499 годов в Печорский край. Пустозерцы ловили здесь рыбу для собственных нужд. Жили в летних сараях. Впоследствии в этих местах были построены избы для постоянного проживания. В 1670-х годах вокруг Пустозерска насчитывалась 21 жира, впоследствии они стали самостоятельными населёнными пунктами — Никитцы, Оксино, Голубковка, Бедовое, Куя, Нарыга, Макарово, Мокеево, Великовисочное, Лабожское и другие.